# Volvo P1800

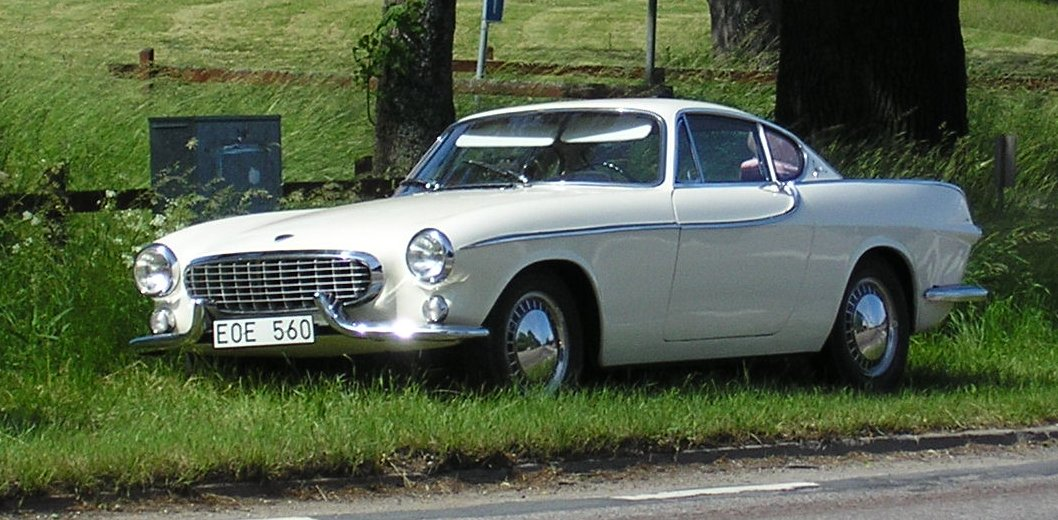
1961 "Jensen"

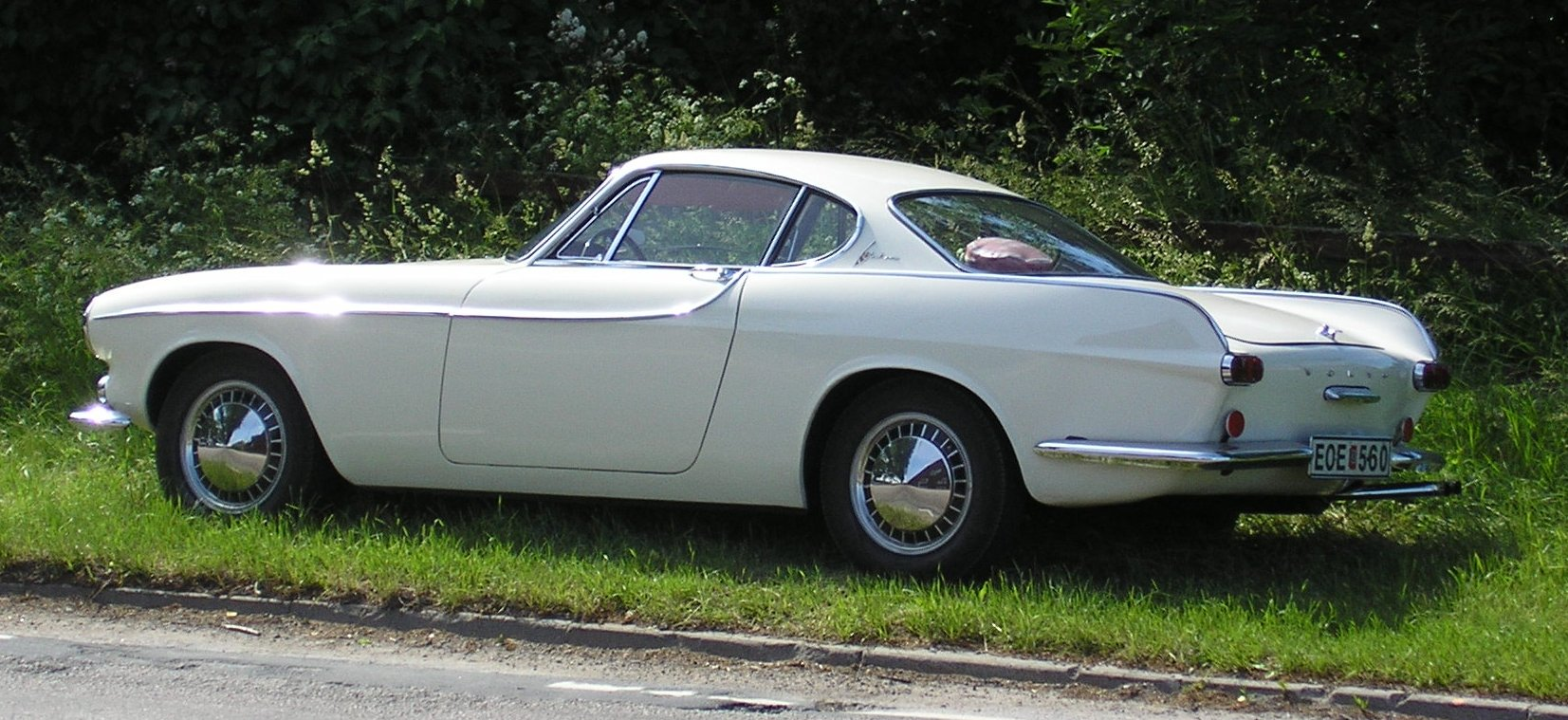

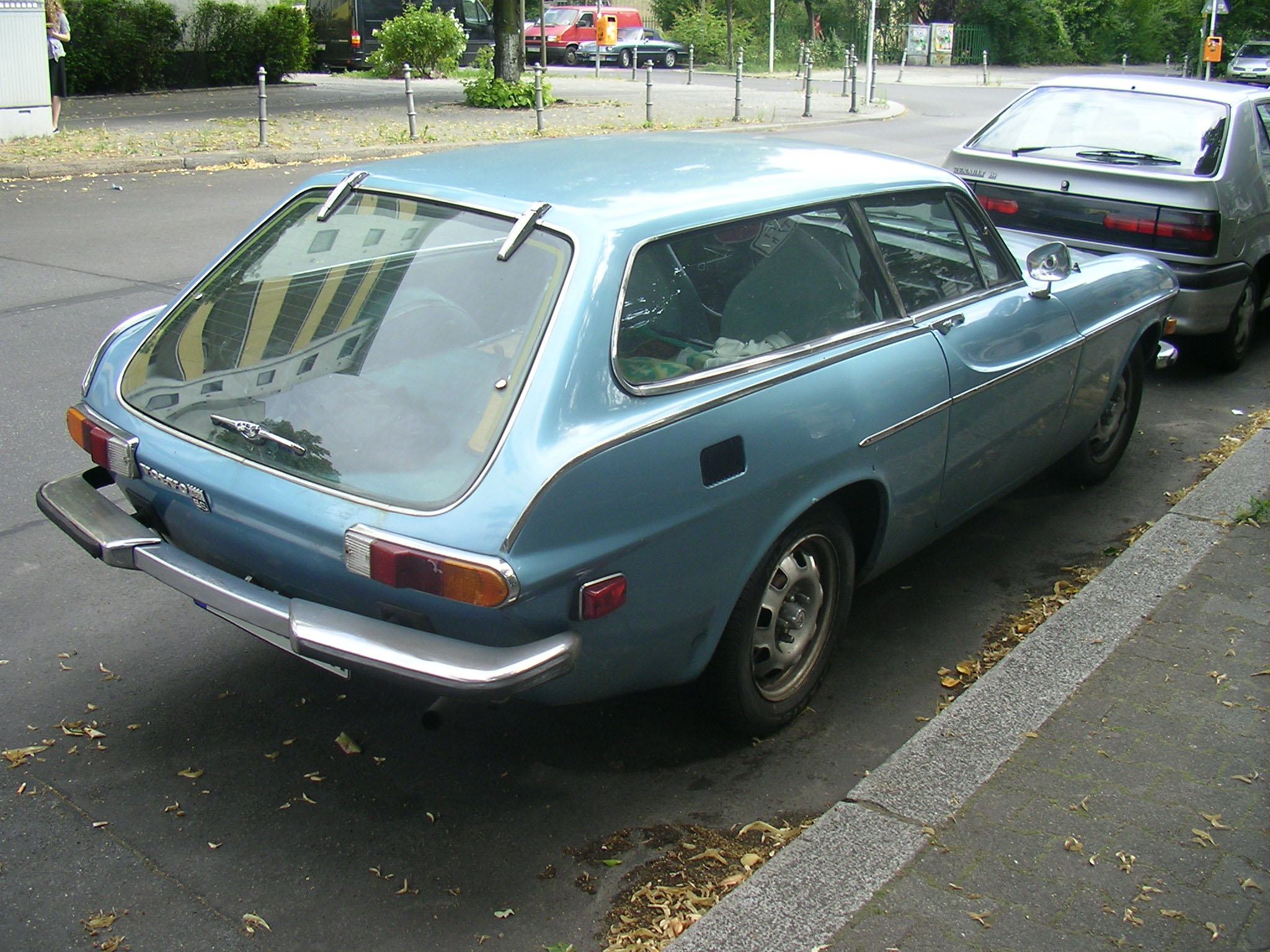
1973 1800 ES

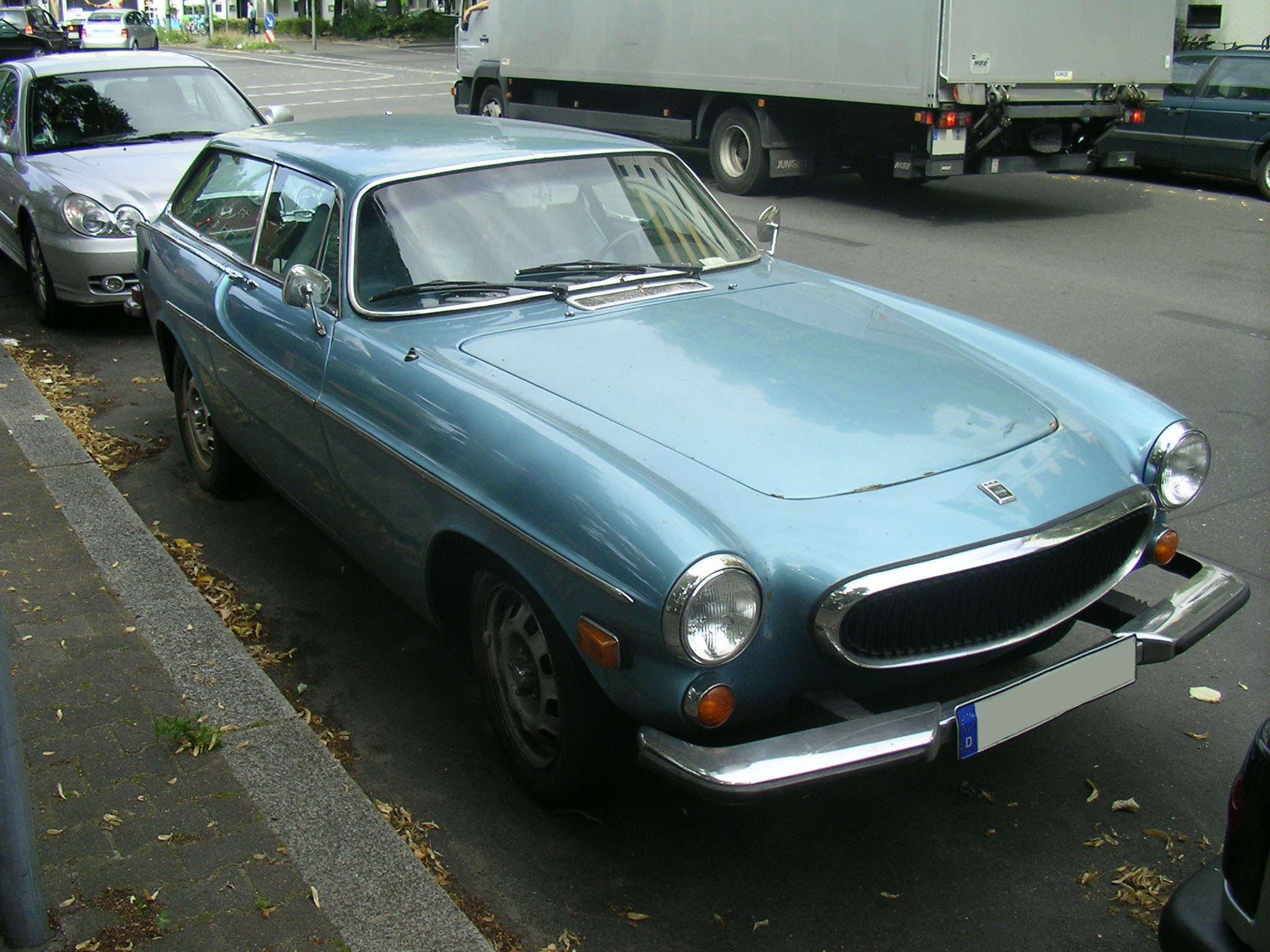

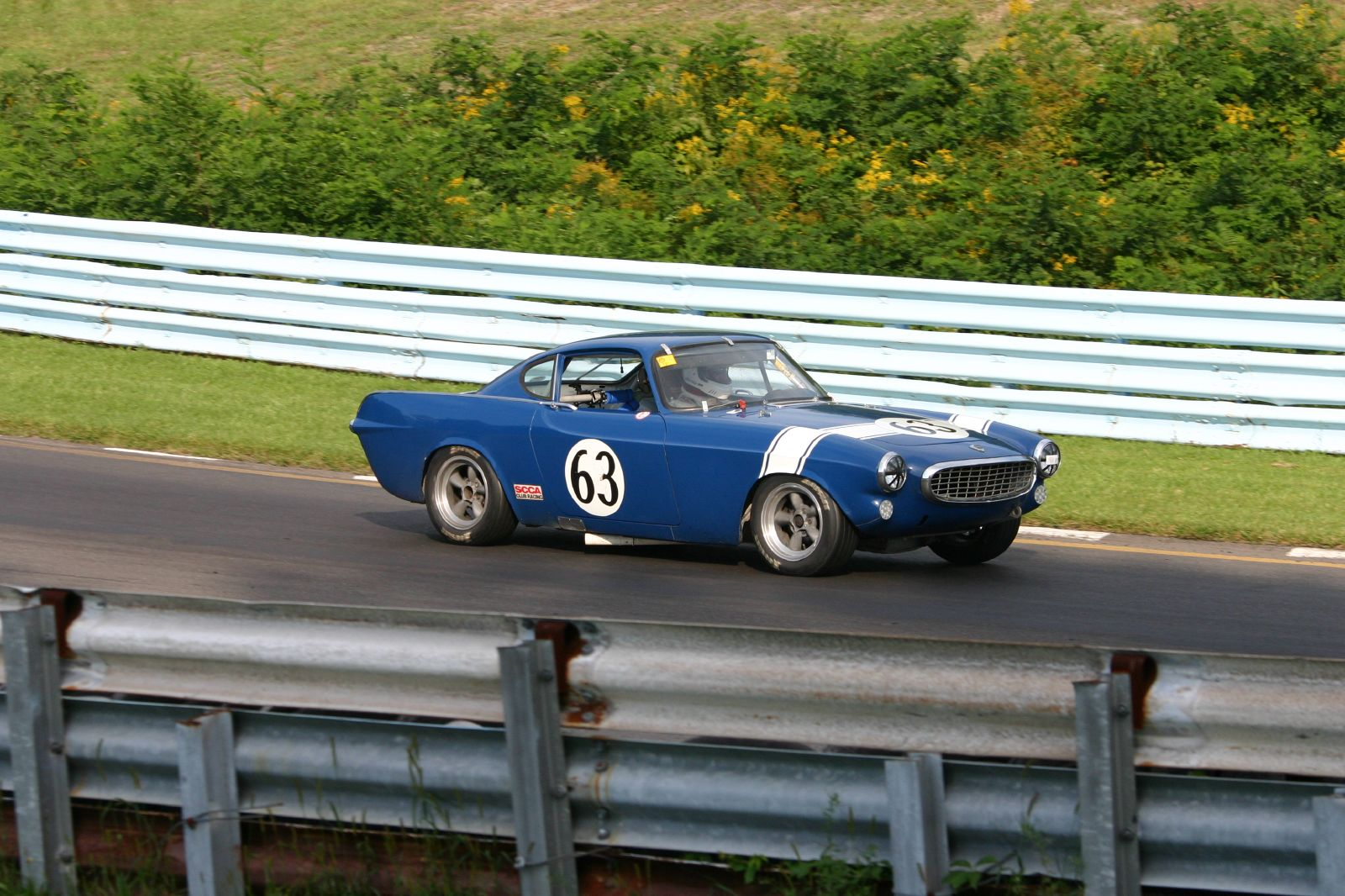
1965 P 1800 Competition

De Volvo P1800 was de coupésportauto, gebouwd tussen 1961 en 1972 door de Zweedse autofabrikant Volvo.

## Geschiedenis
Het model werd in 1961 ontworpen door de Zweedse ontwerper Pelle Petterson destijds werkzaam bij het Italiaanse carrosseriebedrijf Frua. Dit was het tweede model waarmee Volvo probeerde door te dringen in de sportwagenmarkt. Het eerste model, de P1900, was geen succes. Kwaliteitsproblemen werden die auto noodlottig, een fout die Volvo met de P1800 niet weer zou maken.
Een witte 1800 S met het kenteken ST 1 werd in de jaren zestig gebruikt in de succesvolle tv-serie The Saint met in de hoofdrol Roger Moore als Simon Templar.

## Productie
De productie van de P1800 begon in 1961. Wegens de grote populariteit van de Amazon en de, niet geplande, voortzetting van de productie van de PV544 had Volvo zelf geen productiecapaciteit voor de P1800. Daarom werd de productie van de carrosserie uitbesteed aan Pressed Steel in Schotland. De eindmontage zou geschieden bij Jensen in West Bromwich (Engeland). Er zijn maar ± 6000 auto's bij Jensen geproduceerd omdat Volvo besloot het contract met Jensen te verbreken en de eindmontage zelf ter hand te nemen, vanwege problemen bij de assemblage en kwaliteit van het lakwerk. De assemblage werd overgeheveld naar Volvo's eigen fabriek in Lundby (Göteborg) maar de carrosserieproductie bleef vooralsnog bij Pressed Steel. In de winter van 1968 verhuisde ook de productie van plaatwerk en carrosserieën van Pressed Steel naar Volvo's fabriek in Olofström. De typeaanduiding werd dan aangepast door de letter S van "Svenska" (Zweeds) toe te voegen, terwijl de 'P' kwam te vervallen: de P1800 werd dus 1800 S. In augustus 1969 werd de motor voorzien van  D-Jetronic benzine-inspuiting vervaardigd door Bosch en vanaf dat moment heette de auto 1800 E. („E” voor: Electronic Injection)

## De 1800 ES
In 1971 wordt de coupé hertekend door Jan Wilsgaard en als Volvo 1800 ES in productie genomen. Deze is maar twee jaar gemaakt (1972-73) in een oplage van 8077 stuks en veelal geëxporteerd naar de Verenigde Staten.
De carrosserievorm van de Combi-Coupé leek wel sterk op de in 1968 in productie gekomen Reliant Scimitar GTE. Vanwege de lange achterzijruiten en de glazen "achterdeur" wordt de ES ook wel "Sneeuwwitjes doodskist" genoemd. Hoe tijdloos dit ontwerp was mag blijken uit het feit dat de in 1985 getekende  Volvo 480 ES en  de, in 2006 uitgebrachte, Volvo C30,  aan de achterzijde duidelijk herkenbare stijlelementen vertonen van de 1800 ES.

## Technische gegevens[1]
Voor P1800 werd gebruikgemaakt van onderdelen van het succesvolle Amazon-model. De motoren, versnellingsbakken en wielophanging van de Amazon werden vrijwel ongewijzigd overgenomen en toegepast in de P 1800. Dit maakte deze Volvo niet tot de snelste sportwagen in zijn klasse maar gaf hem wel de betrouwbaarheid van de Amazon.

### Motoren
Het onderscheid in vermogen van de B- en E-motoren wordt in hoofdzaak bereikt door de toepassing van twee carburateurs of brandstofinspuiting, andere nokkenassen en het verschil in de compressieverhouding.
| Typenr.               | Cilinderinhoud: | Max. vermogen DIN:  | Max. koppel DIN:    | Max. vermogen SAE:  | Max. koppel SAE:    | Periode:                        |
| --------------------- | --------------- | ------------------- | ------------------- | ------------------- | ------------------- | ------------------------------- |
| B 18B (P 1800/ 1800S) | 1780 cm³        | 100 pk bij 5000 tpm | 148 nm bij 3500 tpm | 115 pk bij 6000 tpm | 155 nm bij 4000 tpm | van augustus 1961 tot juli 1968 |
| B 20B (1800S)         | 1986 cm³        | 100 pk bij 5500 tpm | 155 nm bij 3500 tpm | 118 pk bij 5800 tpm | 170 nm bij 3500 tpm | van augustus 1968 tot juli 1969 |
| B 20E (1800E/ES)      | 1986 cm³        | 130 pk bij 5500 tpm | 170 nm bij 3500 tpm | 135 pk bij 6000 tpm | 180 nm bij 3500 tpm | van augustus 1969 tot juli 1973 |

### Versnellingsbakken
| Typenr. | Aantal versnellingen                                     | Periode                                                   |
| ------- | -------------------------------------------------------- | --------------------------------------------------------- |
| M40     | 4 versnellingen, volledig gesynchroniseerd               | Vanaf juli 1960                                           |
| M41     | 4 versnellingen, volledig gesynchroniseerd met Overdrive | Vanaf juli 1963                                           |
| M410    | 4 versnellingen, volledig gesynchroniseerd met Overdrive | Slechts 1 productiejaar 1969-70                           |
| BW35 :  | 3 versnellingen, Automatische versnellingsbak            | Vanaf augustus 1970 tot 1973 (alleen als optie leverbaar) |

## Modelcodes, uitvoeringen en aantallen
Hieronder staan gegevens over de uitvoeringen en de geproduceerde aantallen.
Bij de jaarlijkse aanpassingen aan de modellen werd aan de modelnummers (P 1800, 1800S, 1800E en 1800 ES) een volgletter toegevoegd. Deze letter is terug te vinden als laatste letter in het chassisnummer en dient intern in de Volvo organisatie ter onderscheiding van de modellen.
Bij aankoop van de auto kan men wel via deze letter in het chassisnummer, het bouwjaar en de uitvoering controleren.
| P 1800 A (april 1961 - maart 1963)                                              | P 1800 A (april 1961 - maart 1963)                                                                            |
| Introductie op de autosalon te Brussel met o.a.:                                | Bijzonderheden                                                                                                |
| ------------------------------------------------------------------------------- | --- |
| B18-motor                                                                       | Bij Volvo nieuw geïntroduceerd                                                                                |
| Schijfremmen op de voorwielen.                                                  | |
| Rembekrachtiging                                                                | |
| Een tweedelige voorbumper                                                       | De z.g. “Koehoorn”-bumper                                                                                     |
| Rond de hoeken lopende achterbumper                                             | |
| Brede sierlijsten aan de zijkant                                                | |
| Witte knipperlichten/stadslichten vóórzijde                                     | |
| Volvo-embleem gecombineerd met een Zweedse vlag.                                | |
| Productieaantal: 6000                                                           | |
| P 1800 B (april 1963 - juli 1963)                                               | |
| Aanpassingen                                                                    | Bijzonderheden                                                                                                |
| Nieuwe modelnaam: 1800S                                                         | Wegens het verplaatsen van de productie naar Zweden verdwijnt P1800 ten voordele van 1800S ("S" voor Sverige) |
| Meer vermogen                                                                   | Door montage van andere nokkenas en verhogen van de compressie                                                |
| Wieldoppen gelijk aan Amazon                                                    | |
| Oranje knipperlichten aan vóórzijde                                             | |
| Leren bekleding                                                                 | |
| Laatste variant met het vlagembleem                                             | |
| Productieaantal: 2000                                                           | |
| 1800S D (augustus 1963 - juli 1964)                                             | |
| Aanpassingen                                                                    | Bijzonderheden                                                                                                |
| Comfortabeler voorstoelen                                                       | |
| Achterbank omklapbaar ter vergroting van het bagagevolume                       | |
| Productieaantal: 4500                                                           | |
| 1800S E (augustus 1964 - juli 1965)                                             | |
| Aanpassingen                                                                    | Bijzonderheden                                                                                                |
| Nieuwe koelergrille uit lichtmetaal                                             | |
| Voorbumper uit één geheel                                                       | |
| Smallere achterbumper                                                           | |
| Andere velgen met wieldoppen                                                    | |
| Steenslagbeschermer uit zwart plastic                                           | Doorlopend tot aan wielkasten                                                                                 |
| Verstelbare rugleuningen op de voorstoelen                                      | |
| Handgreep voor passagiers aan dashboard                                         | |
| Productieaantal: 4000                                                           | |
| 1800S F (augustus 1965 - juli 1966)                                             | |
| Aanpassingen                                                                    | Bijzonderheden                                                                                                |
| Meer vermogen                                                                   | door verfijning van het inlaatspruitstuk en uitlaatsysteem                                                    |
| Gemodificeerde vóór- en achterwielophanging                                     | |
| Productieaantal: 4500                                                           | |
| 1800S M (augustus 1966 - juli 1967)                                             | |
| Aanpassingen                                                                    | Bijzonderheden                                                                                                |
| Smalle sierlijst langs de carrosserie                                           | Van voorste tot aan achterste wielkast                                                                        |
| Verbeterd koelsysteem                                                           | |
| Asymmetrisch dimlicht                                                           | |
| Productieaantal: 4500                                                           | |
| 1800S P (augustus 1967 - juli 1968)                                             | |
| Aanpassingen                                                                    | Bijzonderheden                                                                                                |
| Nieuw stuurwiel                                                                 | |
| Gedeelde veiligheids-stuurkolom                                                 | |
| Productieaantal: 2800                                                           | |
| 1800S S (augustus 1968 - juli 1969)                                             | |
| Aanpassingen                                                                    | Bijzonderheden                                                                                                |
| B20B-motor                                                                      | Bij Volvo nieuw geïntroduceerd                                                                                |
| Dubbele SU-carburateurs vervangen door dubbele Zenith-Stromberg                 | Alleen bij links gestuurde auto’s                                                                             |
| "Triangular" gescheiden remsysteem                                              | Gelijk aan de Volvo 140                                                                                       |
| Gemodificeerd vliegwiel en koppeling                                            | |
| Gewijzigde overbrengingsverhouding achteras                                     | |
| Productieaantal: 1693                                                           | |
| 1800E T (augustus 1969 - juli 1970)                                             | |
| Aanpassingen                                                                    | Bijzonderheden                                                                                                |
| B20E-injectiemotor                                                              | Met brandstofinspuiting type Bosch D-Jetronic                                                                 |
| Nieuwe modelnaam: 1800E                                                         | "E" voor Electronic Injection                                                                                 |
| Gemodificeerde nokkenas en grotere inlaatkleppen                                | |
| ZF M410 – versnellingsbak                                                       | Gelijk aan de Volvo 164                                                                                       |
| Schijfremmen op de achteras                                                     | |
| Aluminium velgen                                                                | |
| Matzwarte koelergrille                                                          | |
| Verbeterde interieurventilatie met afzuigopeningen achter                       | |
| Brandstofvulopening verplaatst naar linkerzijde bij afzuigopening               | |
| Nieuw vormgegeven dashboard en aflegbak op middentunnel                         | |
| Productieaantal: 2799                                                           | |
| 1800E U (augustus 1970 - juli 1971)                                             | |
| Aanpassingen                                                                    | Bijzonderheden                                                                                                |
| Terugkeer naar M41 versnellingsbak                                              | Aangepast aan het hogere vermogen van de B20E-motor                                                           |
| Automatische versnellingsbak wordt leverbaar                                    | Merk: Borg-Warner 3-versnellingen                                                                             |
| Productieaantal: 4750                                                           | |
| 1800E - 1800ES W (augustus 1971 - juli 1972)                                    | |
| Aanpassingen                                                                    | Bijzonderheden                                                                                                |
| Introductie nieuw type: 1800 ES (naast de 1800E coupé)                          | Met de Combi-Coupé carrosserievariant                                                                         |
| Meer vermogen                                                                   | |
| Nieuwe grille in zwart plastic                                                  | |
| Stalen velgen met chroom sierringen en chroom siermoeren                        | |
| Nieuwe voorstoelen                                                              | |
| Productie van de 1800E Coupé stopt op 22 juni 1972                              | |
| Productieaantallen: Coupé 1865, Combi-Coupé: 3070                               | |
| 1800ES Y (augustus 1972 - juni 1973)                                            | |
| Aanpassingen                                                                    | Bijzonderheden                                                                                                |
| Versterking in de deuren tegen zijdelingse botsingen                            | |
| Groter wisseroppervlak (+10%)                                                   | |
| Kleinere overbrenging eerste versnelling                                        | |
| Tuimelschakelaars en leeslampje op het dashboard                                | |
| Halogeen koplampen                                                              | |
| Productie van de 1800 ES stopt op 27 juni 1973                                  | |
| Productieaantal: 1800 ES Combi-Coupé 5007                                       | |
| Productieaantallen: P 1800 Coupé 39 407, 1800 ES Combi-Coupé 8077, samen 47 484 | |